# Māzeh Kharīdeh
Māzeh Kharīdeh (persiska: مازه خريده) är en ort i Iran.   Den ligger i provinsen Kohgiluyeh och Buyer Ahmad, i den centrala delen av landet, 600 km söder om huvudstaden Teheran. Māzeh Kharīdeh ligger 1 760 meter över havet och antalet invånare är 273.
Terrängen runt Māzeh Kharīdeh är huvudsakligen kuperad, men den allra närmaste omgivningen är platt. Māzeh Kharīdeh ligger nere i en dal. Runt Māzeh Kharīdeh är det ganska glesbefolkat, med 28 invånare per kvadratkilometer. Närmaste större samhälle är Yasuj, 4,6 km nordost om Māzeh Kharīdeh. Omgivningarna runt Māzeh Kharīdeh är i huvudsak ett öppet busklandskap.